# Министерство иностранных дел Швеции
Министерство иностранных дел Швеции (швед. Utrikesdepartementet) — центральное государственное учреждение Королевства Швеция, отвечающее за взаимоотношения с другими государствами и международными организациями.

## История
История Министерства иностранных дел Швеции берёт своё начало в 1791 году, когда король Густав III создал Королевский кабинет по международной переписке. В 1840 году это учреждение получило современно название — Министерство иностранных дел. На сегодня является крупнейшим из десяти министерств Правительственной канцелярии.

## Агентства
- Шведский национальный гарантийный совет экспортных кредитов
- Шведская национальная инспекция по стратегической продукции
- Шведский национальный совет по торговле
- Шведский национальный миграционный комитет
- Шведский институт
- Шведский Торговый Совет